# Terra dei motori

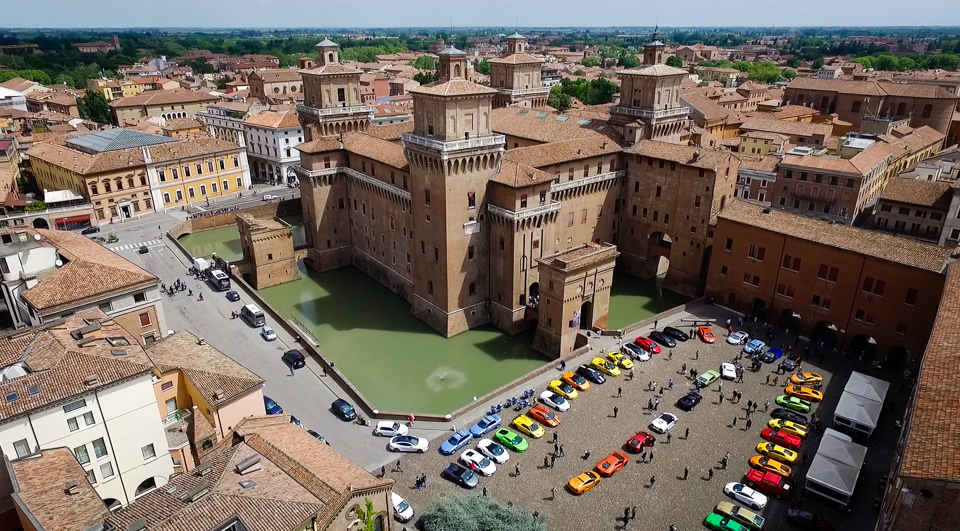
Uno dei numerosi eventi dell'universo della Terra dei Motori, a Ferrara

Terra dei Motori, (in inglese Motor Valley), è un'espressione riferita per antonomasia alla regione Emilia-Romagna, essendovi nate antiche e famose case automobilistiche e motociclistiche: in ordine cronologico, Maserati, Ducati, Ferrari, Lamborghini, Stanguellini, De Tomaso, Dallara e Pagani, alle quali si sono aggiunte, nei primi anni Duemila, AF Corse e Tazzari.
Un “distretto” industriale ma anche sportivo, turistico e culturale, grazie alla presenza di alcuni prestigiosi circuiti internazionali e numerosi musei, collezioni private e moto-club: una realtà che abbraccia tutta la regione, estendendosi da Piacenza a Rimini lungo la via Emilia.

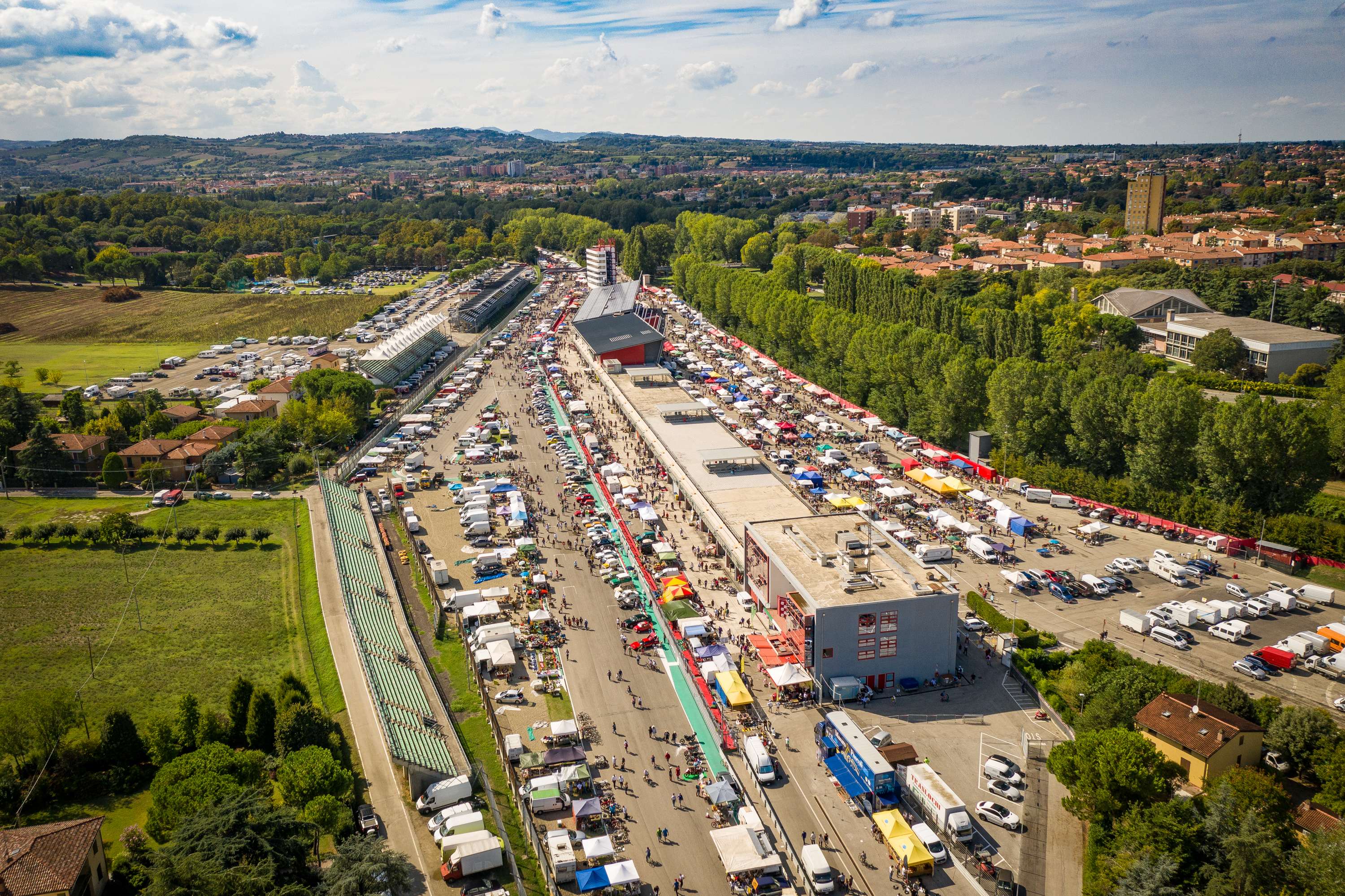
La Mostra Scambio, organizzata dal CRAME a Imola.

## Origine del nome
Il primo riscontro della denominazione in fonti ufficiali risale al febbraio 2003, quando a Bologna fu presentato il consorzio pubblico-privato Motor Valley, sostenuto dalla Giunta regionale attraverso l'APT Emilia-Romagna: una grande promozione turistica rivolta al mercato internazionale, con lo scopo principale di attirare nelle località emiliane sedi delle case motoristiche parte dei villeggianti che frequentano la riviera romagnola (40 milioni di presenze annue, all'epoca).
La traduzione "Motor Valley” adottata per l'estero – anziché la più letterale “Motor Land" o altre – ricalca quella riferita alle ecellenze agricole e gastronomiche della stessa regione, Food Valley, in uso già dagli anni Ottanta del Novecento – a sua volta mutuata da Silicon Valley.
Una definizione quasi identica – “Terra di motori”, con “di” anziché “dei” – era già utilizzata a Modena dal 2000 per la manifestazione automobilistica annuale Modena Terra di motori.

## Storia e territorio

### L'Emilia-Romagna e l'ingegneria automobilistica

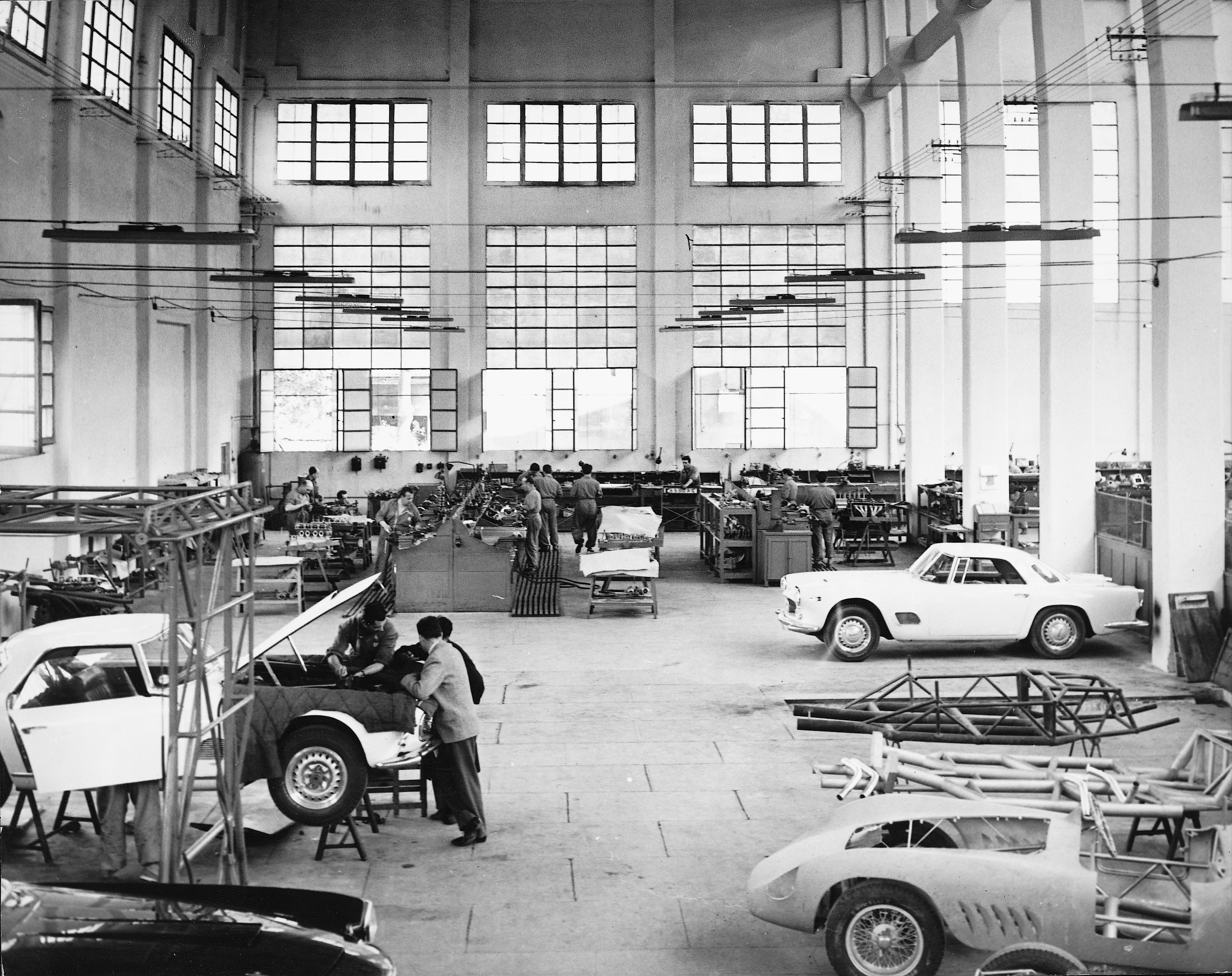
Una foto storica dei capannoni Maserati

La storia dell'Emilia-Romagna è notoriamente intrecciata ad una fortissima tradizione meccanica e motoristica: terra di agricoltori, la regione è diventata icona dell'automotive grazie agli sviluppi tecnologici che hanno interessato, nel corso del Novecento, il mondo dell'agricoltura e dei mezzi stradali. 
Nella "Terra dei motori" sono nati infatti anche marchi storici della meccanica agricola, in particolare per la produzione di motori e lo sviluppo dei trattori, come Lombardini a Reggio Emilia, Landini a Fabbrico, Italtractor a Modena; e dei veicoli per il trasporto pubblico, come Menarini a Bologna.
Le nuove macchine agricole iniziano a stimolare la fantasia e la praticità dei contadini emiliano-romagnoli, avvicinandoli al mondo della meccanica; molti di essi si reinventano quindi meccanici e da qui danno avvio ad una tradizione che si è sviluppata attraverso il secolo scorso, dando i natali ad aziende destinate a segnare la storia dell'ingegneria automobilistica internazionale. Spesso, tali aziende, nascono dall'ingegno e dall'iniziativa di nomi, divenuti poi di spicco, che si sono resi protagonisti della storia della motoristica italiana e mondiale: Gian Paolo Dallara, Enzo Ferrari, i Fratelli Maserati, Horacio Pagani, Ferruccio Lamborghini, Antonio Cavalieri Ducati e Giorgio Tazzari. La Terra dei Motori è l'espressione contemporanea di questo inestimabile patrimonio territoriale e culturale.
Nel 2014 il distretto contava circa 16.500 imprese con 93.888 addetti, con un volume di esportazioni pari a 10,8 miliardi di euro all'anno.

### La nascita dell'associazione "Motor Valley Development"
Intorno ai primi anni 2000 inizia a farsi strada l’idea di un distretto turistico, inizialmente individuato nelle province di Bologna e Modena, dal nome Motor Valley. È nel 2005 che nasce il progetto Terra dei Motori, da subito sposato dalla Regione Emilia-Romagna che, capofila del progetto, lo allarga a tutto il distretto regionale, con la collaborazione anche delle regioni Lombardia, Toscana e Sicilia. Dopo 10 anni di attività, nel 2015 prende avvio un progetto di rilancio del prodotto "Terra dei Motori" in qualità di settore prioritario della promozione Emilia-Romagna, con l'intento di andare ad inserire il distretto al fianco della Valle del gusto e della "Valle della salute" (nella Svizzera occidentale) in un progetto di più ampio respiro della regione. Anche per questo motivo il nome del progetto torna ad essere Motor Valley, manifestando così la volontà di internazionalizzare i prodotti dell'area e promuovere la regione al livello mondiale.

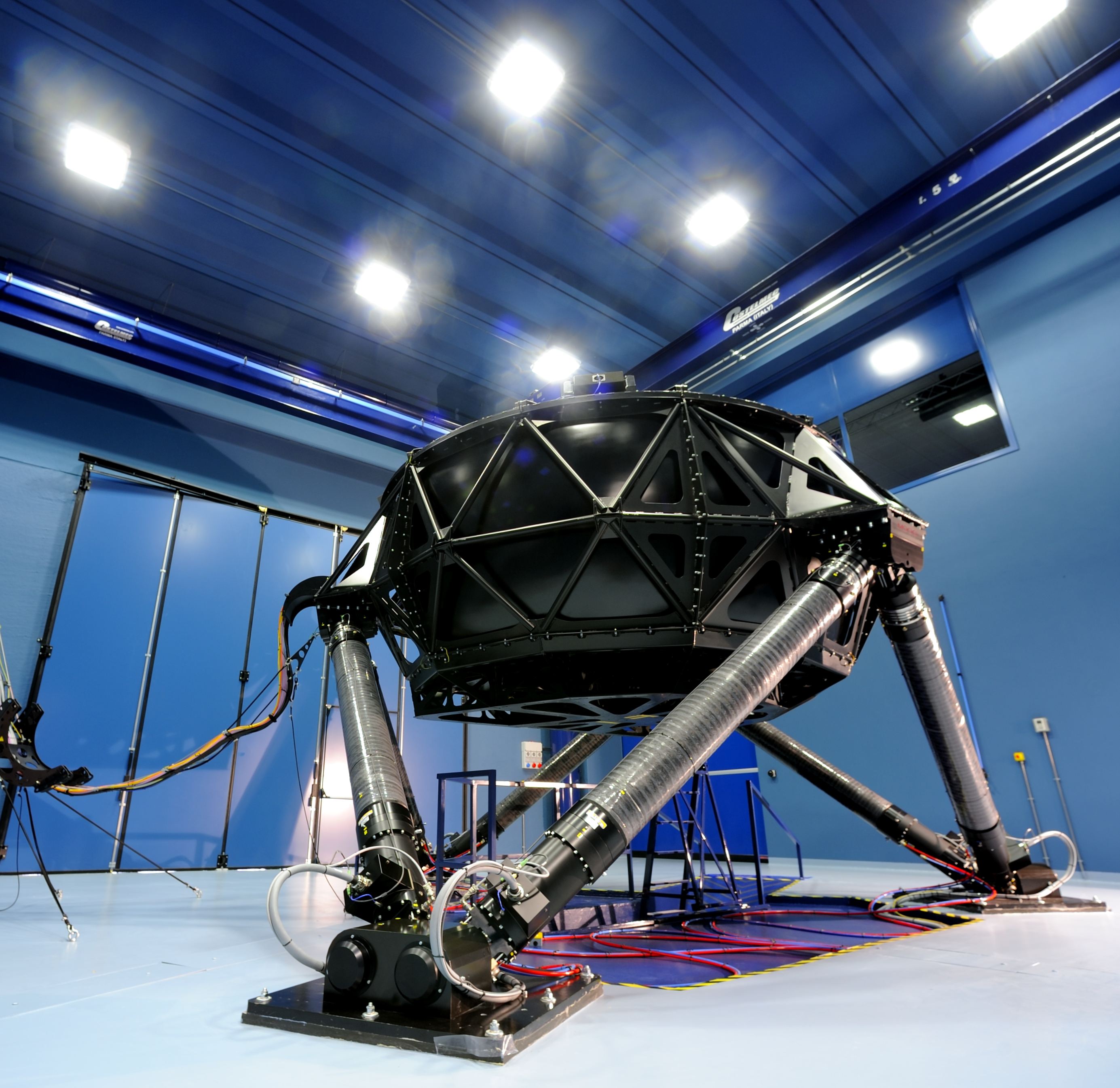
Il Dallara D3 simulator: avanzatissimo sistema di completa simulazione interamente sviluppato dalla Dallara Automobili, una delle tante aziende partner nei progetti di formazione della Terra dei Motori

Così nasce ufficialmente, nel settembre 2016, l’associazione non profit Motor Valley Development, con lo scopo di raccogliere e valorizzare tutte le realtà del territorio e promuovere la cultura del motore. L’associazione riunisce e coordina, attorno ad uno stesso tavolo, i grandi brand motoristici della regione, 11 musei aziendali, 19 collezioni private, i 4 prestigiosi circuiti internazionali di Imola, Misano Adriatico, Varano e Modena, 6 centri di formazione specializzati, 188 team sportivi e gli organizzatori di eventi di stampo motoristico, rappresentando così un sito unico al mondo nel panorama del motore. L’obiettivo comune è quello di fare della Terra dei Motori dell’Emilia-Romagna uno degli asset più importanti della promozione turistica sui mercati internazionali, all’interno del progetto “La Via Emilia – Experience the Italian Lifestyle”.

### L'incontro fra aziende e università
Un altro degli impegni maggiori del distretto Terra dei Motori è quello dell’investimento sulla formazione; impegno da cui sono nati diversi corsi universitari, master e corsi specializzanti orientati al mondo dell’automotive e del Motorsport. Scopo di questi percorsi formativi è quello di offrire corsi in ogni settore professionale afferente al mondo delle automobili: dall’ingegneria alla comunicazione. Dall’incontro di università e aziende sono così nati programmi specifici indirizzati a studenti intenzionati a guadagnare una conoscenza approfondita nella progettazione e ingegnerizzazione dei più avanzati sistemi elettronici, informatici e di connettività in ambiente automotive, per mezzi ad alto contenuto tecnologico, sia di serie, sia dedicati alle competizioni.

## Motor Valley Fest

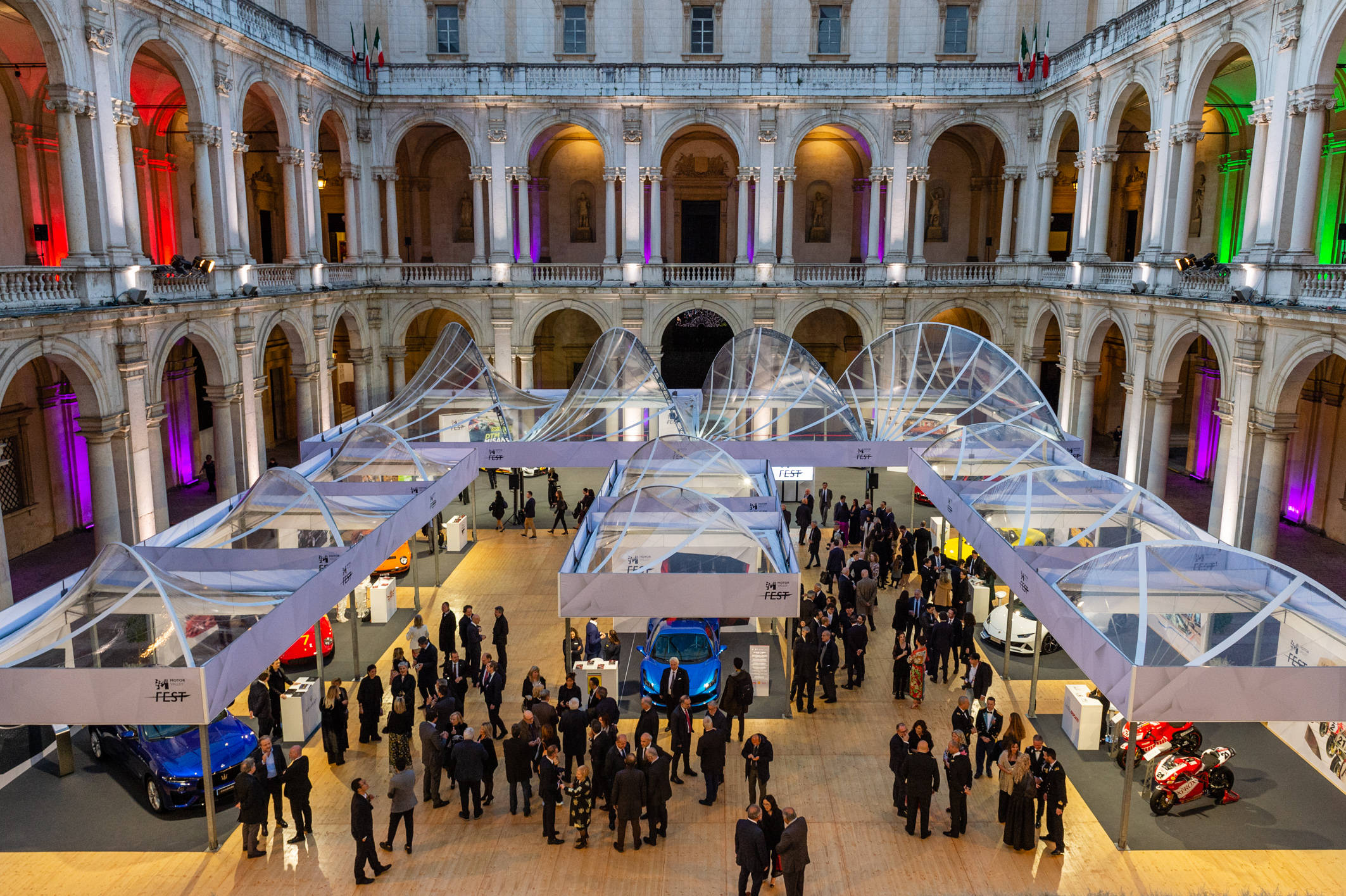
Uno degli eventi del festival

La Terra dei Motori rappresenta un vero e proprio distretto culturale, un punto di riferimento internazionale per tutti gli appassionati di auto e moto sportive italiane, estremamente attivo in più settori: dalla formazione al turismo. È proprio in ambito turistico che è stato concepito il Motor Valley Fest, manifestazione organizzata dall'associazione Motor Valley Development, in collaborazione con la Regione Emilia-Romagna, il Comune di Modena, la Camera di Commercio di Modena, la Fondazione Cassa Risparmio Modena e BolognaFiere, con lo scopo di raccontare la Terra dei Motori, coinvolgere il pubblico di appassionati e avvicinare nuovi interessati.

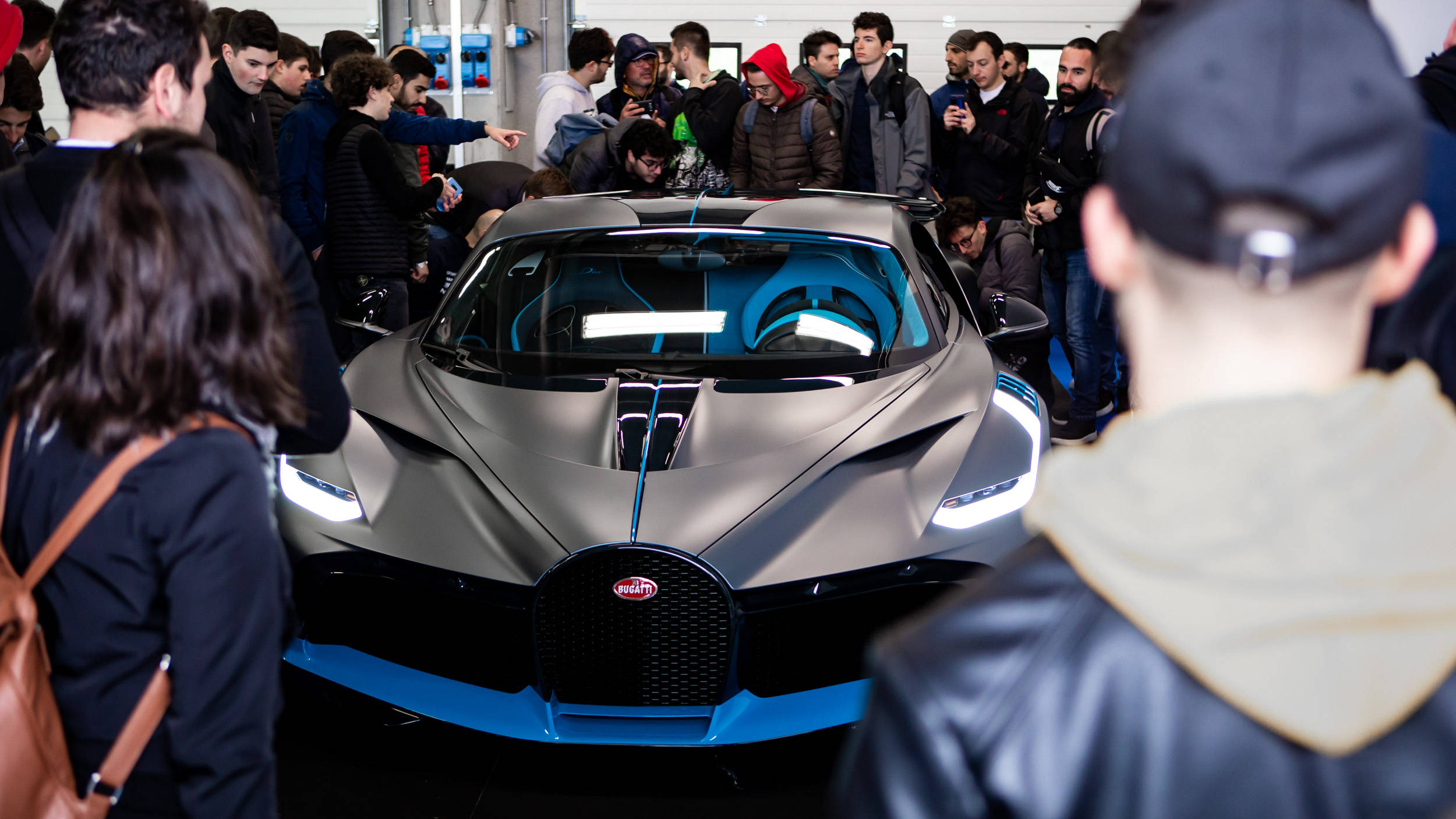
Una delle tante esposizioni avvenute durante il Motor Valley Fest 2019.

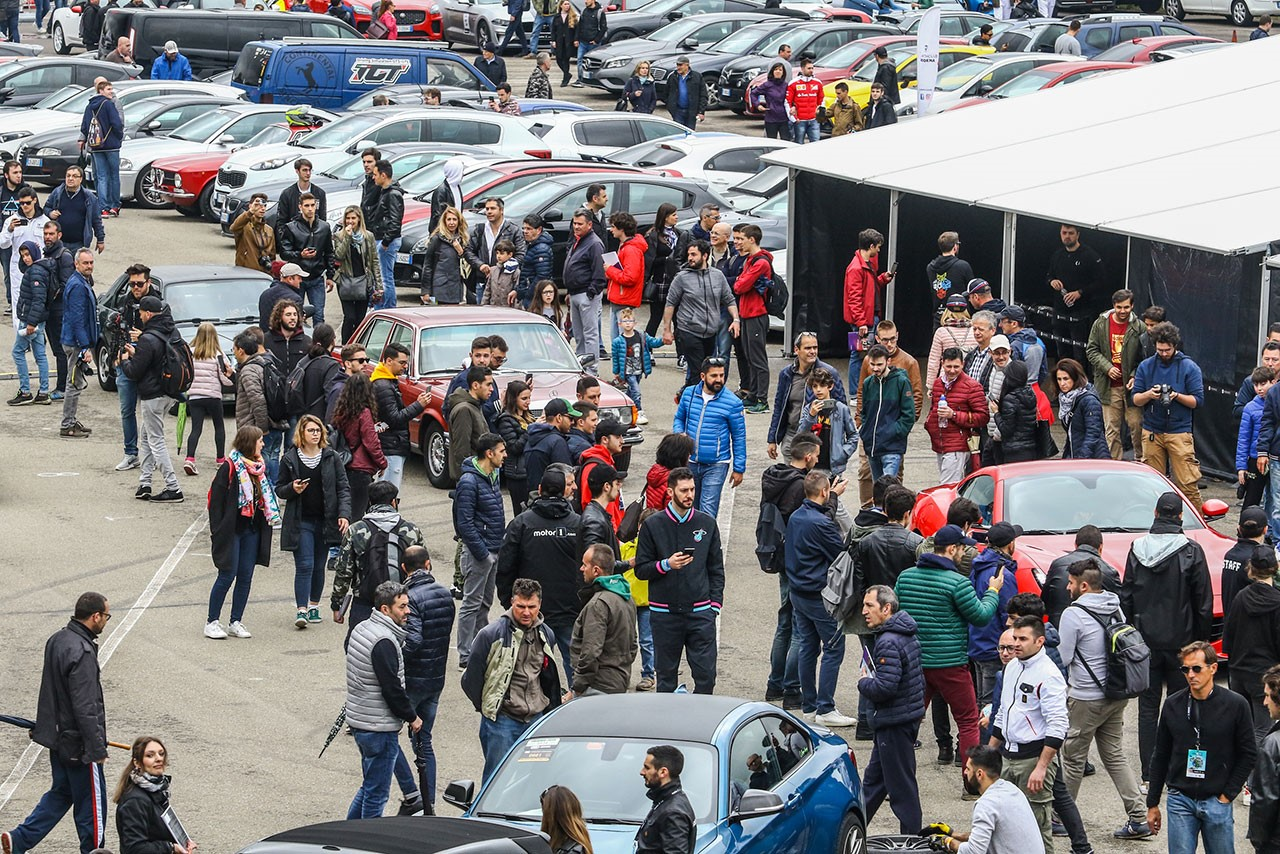
Una manifestazione all'interno del festival.

Il festival, infatti, ha luogo nella città di Modena, Patrimonio Mondiale dell’Umanità UNESCO ed esempio, fra i tanti, della ricchezza culturale e storica del territorio emiliano-romagnolo. Della durata di 4 giorni, il Motor Valley Fest è interamente dedicato al mondo del MotorSport e dell'industria automobilistica e, alla sua prima edizione nel 2019, ha contato oltre 70.000 partecipanti e la presenza di importanti figure del settore e della politica come John Elkann e Danilo Toninelli. Attraverso la sua offerta di attività di guida ed esperienze in pista, i congressi e convegni a tema motoristico e storico e le esposizioni organizzate dai brand partecipanti, il Motor Valley Fest è un appuntamento annuale fondamentale per la promozione, la valorizzazione e la diffusione della storia e della cultura dell'Emilia-Romagna a motore. È inoltre un'importante occasione d'incontro fra appassionati e addetti ai lavori in quanto raccoglie, fra le iniziative proposte, eventi d'interesse per entrambe le categorie, favorendo così l'incontro e lo scambio d'idee anche fra professionisti del settore e semplici amanti di gare sportive o di automobili ad alte prestazioni.

## Marchi

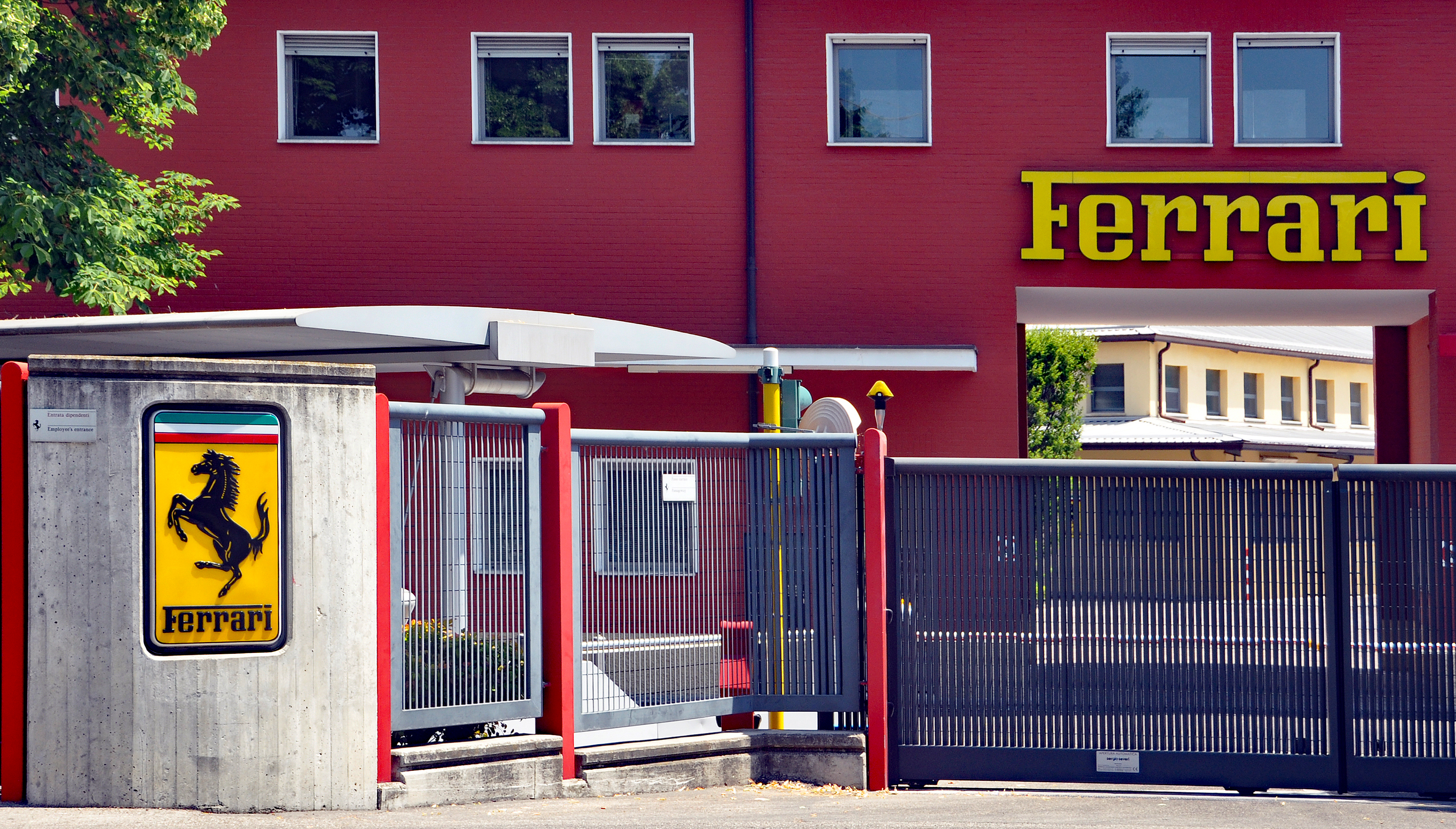
Sede della Ferrari a Maranello

L'Emilia-Romagna accoglie la più alta concentrazione a livello mondiale di aziende specializzate nella produzione di veicoli a motore:
- AF Corse- scuderia, partner Ferrari ed ex Maserati, fondata nel 2002 a Piacenza con sede principale a Piacenza.
- Dallara – azienda produttrice di automobili da corsa, fondata nel 1972 a Varano de' Melegari (PR)
- Ducati – casa motociclistica nata nel 1926 con sede nel quartiere bolognese di Borgo Panigale
- Ferrari – casa produttrice di automobili di lusso ad elevate prestazioni fondata nel 1947 a Maranello (MO)
- Lamborghini – casa produttrice di automobili di lusso fondata nel 1963 a Sant'Agata Bolognese (BO)
- Maserati – azienda produttrice di automobili di lusso ad elevate prestazioni fondata nel 1914 a Bologna
- Pagani – azienda produttrice di automobili ad elevate prestazioni fondata nel 1991 a San Cesario sul Panaro (MO)
- Tazzari – azienda di Imola (BO), specializzata nella produzione di auto elettriche
- Energica Motor Company – azienda produttrice di moto elettriche fondata nel 2014 Modena
- De Tomaso – azienda produttrice di automobili di lusso da corsa fondata nel 1959 a Modena
- OSCA – azienda produttrice di automobili da corsa, attiva dal 1947 al 1967 a San Lazzaro di Savena (BO).

## Circuiti internazionali
Un altro elemento distintivo della Terra dei Motori è la presenza di alcuni degli autodromi più importanti sul panorama internazionale.
- Autodromo di Varano
- Autodromo di Modena
- Autodromo Enzo e Dino Ferrari
- Misano World Circuit Marco Simoncelli

## Collezioni private
Numerose sono le collezioni private o aziendali presenti sul territorio che raccolgono pezzi rari e prestigiosi. Queste collezioni costituiscono uno degli elementi più importanti in relazione all'impatto culturale della Terra dei motori.
- Collezione Umberto Panini
- Museo Nazionale del Motociclo
- Museo Demm Motociclomotoristico
- Piccolo museo della moto Bariaschi
- Museo dell'Automobile e annessa Scuderia San Martino
- Collezione Pollini
- Collezione Vespa Mauro Pascoli
- Collezione "Old Racing Spare Parts" di Mario Sassi
- Collezione Nello Salsapariglia
- Collezione Righini
- Collezione Moto Poggi
- Collezione Ascari "Moto Maserati"
- Collezione Battilani
- Collezione Pasquale Mesto
- Collezione dell'Automobile Bandini
- Collezione Parilla
- Collezione Guzzi Brunelli
- Collezione Bruno Nigelli

## Musei
Oltre alle collezioni private, sono numerosi anche i musei dedicati alla storia delle automobili e delle motociclette di produzione emiliana. Anche questi contribuiscono enormemente al patrimonio storico e culturale del distretto della Terra dei Motori.
- Museo dell'Auto Storica Stanguellini
- Dallara Academy
- Museo Ferrari
- Museo casa Enzo Ferrari
- Lamborghini MUDETEC
- Museo Ferruccio Lamborghini
- Museo Horacio Pagani
- Museo Ducati
- Museo Multimediale Autodromo di Imola Checco Costa
- Museo del patrimonio industriale di Bologna
- Museo Marco Simoncelli
- Museo Francesco Baracca
- Museo della moto di Scortichino

## Centri di Formazione
Nel territorio emiliano sono diversi i centri di formazione dedicati (o ospitanti corsi dedicati) al settore automotive. Scopo di questi centri, che spesso lavorano all'unisono con le aziende produttrici presenti nel distretto, è di proporre corsi di specializzazione nei vari rami del settore automobilistico e condurre ricerche volte all'innovazione della tecnologia e della tecnica motoristiche.
- MotorSport Academy
- Istituto superiore di scienza dell'automobile di Modena
- Master in Advanced Automotive Engineering - MUNER
- Professional Datagest
- Università di Bologna
- Università di Ferrara
- Università di Parma
- Automotive Academy UniMORE

## Operatori del settore
Oltre ai brand produttori di automobili e motociclette da corsa e non solo, sono presenti anche alcuni operatori del settore automobilistico che collaborano alla realtà culturale e industriale del distretto Terra dei Motori.
- AF corse
- Scuderia de Adamich
- Visa Cash App RB Formula One Team
- Scuderia Tricolore
- SIC58 Squadra Corse
- Gresini Racing
- Drudi Performance
- Ruote da sogno
- Puccetti Racing
- RMU